# Vattensjuk mark
Vattensjuk mark är en (äldre) term för mark med ett högt grundvattenstånd där det inte går att bedriva ett produktivt skogs- eller jordbruk. Vattensjuk mark är "sjuk" ur en produktionsmässig synvinkel, då den inte går att bruka effektivt. Ur en naturgeografisk och biologisk synvinkel däremot, är det ofta en fullt "frisk" våtmark.
"Vattensjukan" kunde botas genom markavvattning som organiserades i ett sänkningsföretag. Notera att termen vattensjuk kan användas för både permanent blöt och tillfälligt blöt mark, till exempel översvämmade åkrar efter kraftigt regn.